# Normalglühen
Normalglühen, Normalisieren oder Rückfeinen ist ein Wärmebehandlungsverfahren für Stahl (DIN EN ISO 4885:2018-07 Eisenwerkstoffe – Wärmebehandlung – Begriffe). Normalglühen besteht aus Austenitisieren und nachfolgendem Abkühlen an ruhender Luft. Im Allgemeinen sollen durch Normalglühen Gefügeungleichmäßigkeiten beseitigt und ein feinkörniges, gleichmäßiges Gefüge mit reproduzierbaren Festigkeits- und Verformbarkeitseigenschaften erreicht werden. Nach DIN 8580 zählt Glühen zu den Fertigungsverfahren durch Änderung der Stoffeigenschaft.

## Verfahren
Untereutektoide Stähle (<0,8 % Kohlenstoffanteil) werden zuerst langsam bis ca. 600 °C erwärmt. Anschließend wird der Stahl schneller auf ~30 bis 50 °C oberhalb des oberen Umwandlungspunkts Ac3 erwärmt. Übereutektoide Stähle werden dicht über dem unteren Umwandlungspunkt von Ac1 aufgeheizt, um die Bildung von Schalenzementit zu verhindern.
Das Werkstück wird bei dieser Temperatur gehalten, bis das Gefüge vollständig austenitisiert ist. Die Temperatur sollte dabei unter 1000 °C bleiben, da längeres Verweilen bei zu hoher Temperatur zu grobem Korn führt.
Anschließend wird das Werkstück an ruhender Luft schnell bis AR1 abgekühlt, um das feinkörnige Gefüge zu erhalten. Danach folgt die Abkühlung beliebig. Legierte Stähle müssen nach der schnellen Abkühlung im weiteren Verlauf langsam abkühlen, damit sie nicht aufhärten.
Beim Abkühlen erfolgt eine vom Ausgangszustand weitgehend unabhängige Rückumwandlung zu einem normalen Gefüge (im Sinne des Eisen-Kohlenstoff-Diagramms). Das entstehende Gefüge ist abhängig vom Kohlenstoffgehalt: Bei untereutektoiden Stählen entsteht Ferrit und Perlit, bei übereutektoiden Stählen Perlit und Zementit. Führt die Abkühlung zu Bainit oder Martensit, wird das Verfahren „Lufthärten“ genannt.

## Anwendungen
Von großer Wichtigkeit ist das Normalglühen bei Stahlgussstücken, Schweißkonstruktionen oder Schmiedeteilen. Durch die unkontrollierte Abkühlung entstehen ungleiche Korngrößen und Kornformen. Langsames Abkühlen an der Luft kann zu unerwünschtem Kornwachstum führen.
Höherfeste Stähle werden normalisierend gewalzt. Der letzte Walzstich wird im Austenitbereich ausgeführt. Anschließend wird der Werkstoff wie beim Normalglühen abgekühlt.
Beim Schweißen erzielt man für Wurzel- und Zwischenlagen mit den Decklagen durch "Normalisieren durch Mehrlagenschweißen" einen vergleichbaren Effekt.
Nicht möglich hingegen ist Normalglühen bei umwandlungsfreien, ferritischen oder austenitischen Stählen, da sie keine α-γ-α-Umwandlung durchführen.